# Allocharopa tarravillensis
Allocharopa tarravillensis е вид коремоного от семейство Charopidae. Видът е почти застрашен от изчезване.

## Разпространение
Разпространен е в Австралия.